# Hubertus von Aulock
Hubertus von Aulock, nacido en Kochelsdorf (Kreuzburg OS, Alta Silesia, actualmente Kluczbork, territorio polaco anexionado a Alemania tras 1945), el 2 de octubre de 1891 - muere en Norderstedt, cerca de Hamburgo, el 18 de enero de 1979). Fue un oficial alemán, llamado a ser el último general de la Reserva durante la Segunda Guerra Mundial, líder de la NSKK (Nationalsozialistisches Kraftfahrkorps). Su hermano fue un famoso militar alemán de la misma época (Andreas von Aulock).

## Carrera militar
Tercer hijo de un teniente prusiano, Franz von Aulock (1856-1904), y de Anthonie Schoenheyder.
H. von Aulock se enrola en el ejército en verano de 1911 como Alférez en el Regimiento de Infantería "Keith" (1 Oberschlesisches) N.º . 22.
El 19 de noviembre de 1912 es ascendido a Subteniente, continuando en el mismo Regimiento N.º . 22.
Durante la Primera Guerra Mundial fue Jefe de Sección, comandante de Compañía, ayudante de Batallón y, posteriormente, ayudante de Regimiento, siempre en el Regimiento N.º . 22. El 22 de marzo de 1916, en plena guerra, es ascendido a Teniente (o Primer Teniente, como se define en alemán).
Tras el armisticio alemán, el 11 de diciembre de 1918, fundó una unidad para-militar llamada Freikorps Aulock en Helde (Hannover)', formada por 323 excombatientes, que actúa en los altercados de la Cuenca del Ruhr y contra los polacos en la Alta Silesia. En 1919 esta unidad pasa a incorporarse al Reichswehr como 8.º. Batallón de Fusileros. Es nombrado Comandante de dicho Batallón el 14/07/1920.
Otros miembros importantes de esta unidad fueron Richard Aster (futuro miembro y activista de las SA) y Friedrich-Wilhelm Müller (criminal nazi conocido como el "Carnicero de Creta", ejecutado tras la guerra).
El 14 de julio de 1920 se da de baja del servicio, hasta 1937, donde se vuelve a incorporar al ejército como oficial de Reserva de la Wehrmacht, tras realizar un curso de “capacitación para mandos“ cerca de Hannover. En 1938 es ascendido a Capitán de la Reserva, con efecto retroactivo a partir del 1 de octubre de 1931.
Como Capitán tuvo el cargo de Comandante del cuartel general de intendencia del Cuerpo 403, siendo movilizado en agosto de 1939. El 1 de octubre de 1939 es ascendido a Mayor.
En la Batalla de Francia (20 de mayo a el 1 de junio de 1940) actuó en la intendencia del III Cuerpo de Ejército (III. ArmeeKorps).
Durante apenas unos meses (del 26 de noviembre de 1940 hasta el 1 de abril de 1941) es nombrado comandante temporal para la instrucción del Regimiento 800 de élite de Brandeburgo (futura División Brandeburger), sustituyendo a Theodore von Hippel. Cede este puesto al Teniente Coronel Paul Haehling von Lanzenauer.
El 1 de abril de 1941 pasa a ser Jefe de Estado Mayor en el Distrito B de Francia. El 19 de mayo de 1941 fue nombrado Jefe de Estado Mayor de la Comandancia Militar del Noroeste de Francia. Permanecerá en este país hasta el final de la guerra.
El 1 de julio de 1942 fue promovido a Teniente Coronel de la Reserva.
Dos años más tarde, el 1 de agosto de 1944, fue ascendido a Coronel de la Reserva.
Actúa en los combates alrededor de París, encabezando la resistencia frente a las tropas alidadas en el perímetro Oeste y Suroeste de París, desde el 15 de agosto (desde el 21 de agosto como General-Mayor de la Reserva) hasta que finalmente París es entregada al general Leclerc (25/08/1944). El 2 de septiembre de 1944 es hecho prisionero en la Bolsa de Mons junto a otros 25.000 soldados alemanes bajo el mando de Walter Model, mientras intentaba llegar a la Línea Sigfrido.
En diciembre de 1948 es liberado por los estadounidenses.
Contrae matrimonio con Ingeborg Jebsen (1910/1914-1989), viuda de Bolko F. von Pfeil-Burghauss, soldado muerto en combate en 1945 en Danzing. Se desconoce si tuvieron descendencia.
Fallece el 18 de enero de 1979, en Norderstedt, donde residió desde su liberación.
Está enterrado, junto a su esposa en el cementerio Friedrichsgabe en Norderstedt, Sección R, Tumba 86.

## Historial militar

### Resumen
- Incorporación al ejército (Alférez): 27 de enero de 1912.
- Subteniente: 19 de noviembre de 1912
- Teniente: 22 de marzo de 1916
- Capitán de Reserva: 1938
- Comandante (Mayor) de Reserva: 1 de octubre de 1939
- Teniente Coronel de Reserva: 1 de julio de 1942
- Coronel de Reserva: 1 de agosto de 1944
- General-Mayor de la Reserva: 21 de agosto de 1944.

### Condecoraciones
- 1939 Cruz de Hierro de Primera Clase
- 1939 Cruz de Hierro de Segunda Clase
- 1914 Cruz de Hierro de Primera Clase
- 1914 Cruz de Hierro de Segunda Clase
- Cruz de Honor para Combatientes (Ehrenkreuz für Frontkämpfer)
- Premio al Servicio, de la Wehrmancht (Wehrmancht-Dienstauszeichnung)
- Cruz al Mérito de Guerra con Espadas de Segunda Clase (Kriegsverdienstkreuz II Klasse mit Schwertern)